# Rescate en el tiempo
Rescate en el tiempo (Timeline, en su versión original en inglés) es una novela de ciencia ficción del escritor estadounidense Michael Crichton, publicada en 1999.

## Género
Enmarcada dentro del género conocido como tecno-thriller, creado por el propio autor, desarrolla una historia de ficción basada más o menos libremente en hechos científicos reales o futuribles. En este caso, habla de una forma de viajar en el tiempo desplazándose por el "multiverso". Este concepto, desarrollado en el marco de la física cuántica, postula que nuestro universo no es único, sino que coexisten copias del mismo en todos los momentos y todos los estados posibles, cada uno de ellos aislado como una burbuja. Este concepto también es conocido como "espuma cuántica". Así, en la novela, un complejo sistema es capaz de copiar a una persona, desmaterializarla en nuestra realidad y materializarla otra vez en un universo distinto.

## Trama
En la región francesa de Dordoña el Profesor Edward Johnston lidera un equipo de arqueólogos que estudian la ciudad medieval de Castelgard. Sospechando que sus patrocinadores, la empresa ITC, trama algo, Johnston vuela a Nuevo México para entrevistarse con ellos.    
Tras un extraño descubrimiento sus ayudantes Chris Hughes, Kate Erickson, André Marek, y David Stern le siguen y allí Robert Doniger (el jefe de ITC), les dice que Johnston ha viajado en el tiempo hasta 1357 y le propone que vayan a rescatarle. Chris, Kate, y Marek aceptan y nada más llegar, en plena guerra de los Cien Años son atacados por unos caballeros que masacran a su escolta. Kate y Marek son apresados y llevados al castillo de Lord Oliver.
Pero Chris es confundido por un noble por un joven que resulta ser Lady Claire. Con su ayuda y los conocimientos sobre escalada de Kate escapan del castillo, pero son perseguidos por un caballero llamado Robert de Kere, que revela ser Rob Deckard, un empleado de ITC abandonado por la empresa tras sufrir "errores de transcripción" por culpa de los continuos viajes en el tiempo...

## Personajes

### Andre Marek
Andre Marek es un investigador de la Edad Media que trabaja con Johnston en Dordoña. Marek no es solo un erudito, también ha aprendido a combatir con una espada y a usar el arco, pues está fascinado con aquella época. Por este motivo Marek no duda en momento en viajar en el tiempo y cuando Johnston, Kate, y Chris regresan al futuro él decide quedarse a vivir en el medievo.

### Kate Erickson
Kate Erickson se aburría con la carrera de arquitectura y se pasó a la historia, ahora combina ambas disciplinas y es una experta en restauración de ruinas medievales. También sabe de alpinismo, lo que la será muy útil en su aventura. Ella y Chris se sienten atraídos.

### Chris Hughes
Chris Hughes es el pupilo del Profesor Johnston y cuando este desaparece en el pasado, no duda en ir a rescatarlo. Chris parece blando pero durante la aventura resulta ser más valiente de lo que el mismo creía.

### Profesor Edward Johnston
El profesor Johnston está a cargo de la excavación en Dordoña, sus estudiantes le adoran y cuando desaparece no dudan en ir a buscarlo.
Johnston, para sobrevivir en el violento medievo, se hace pasar por un maestro que ayuda al abad del monasterio y sus conocimientos científicos le dan fama hasta tal punto que es requerido por Sir Oliver para que le ayuda a derrotar al francés Arnaut.

### David Stern
David Stern es un genio de la informática y Marek le elige para que permanezca en Nuevo México y supervise la misión. Stern es el único que se da cuenta de la locura que supone el experimento, cuando el laboratorio del viaje en el tiempo sufre el impacto de una granada Stern tiene una idea para que pueda volver a funcionar y devolver sanos y salvos a sus amigos hasta nuestro universo.

## Temas
- Multiverso: a pesar de que parece el tema central de la novela el autor insiste en que el viaje en el tiempo nunca será posible, por eso sugiere la idea de que otros universos existen al mismo tiempo que el nuestro. ITC ha creado una máquina que permite reducir personas a partículas y enviarlas a otros universos como si fuesen información enviada por un fax.
- Avaricia: al igual que ocurría en Parque jurásico el jefe de la empresa ITC, a pesar de ser millonario quiere usar la máquina para conseguir más dinero y poder.
- Amistad: Marek y su equipo han trabajado juntos durante meses y ha surgido entre ellos una gran amistad que será vital en su aventura.

## Adaptación cinematográfica
Timeline fue producida por Paramount Pictures en 2003, con un presupuesto de $80 millones, se convirtió en uno de los grandes fracasos de taquilla del año, además de traicionar el espíritu de la novela y presentar un medievo lleno de tópicos que no se correspondía en nada a lo que Crichton mostró en sus páginas.